# Thialf
Thialf este un stadion cu piste pe gheață din Heerenveen, Olanda, construit în anul 1967 (în aer liber) și 1986 (în interior). Stadionul a fost numit după zeul nordic Thialfi care este servitorul lui Thor, zeul principal din mitologia nordică. Pe stadion pot ocupa loc 12.500 de spectatori.

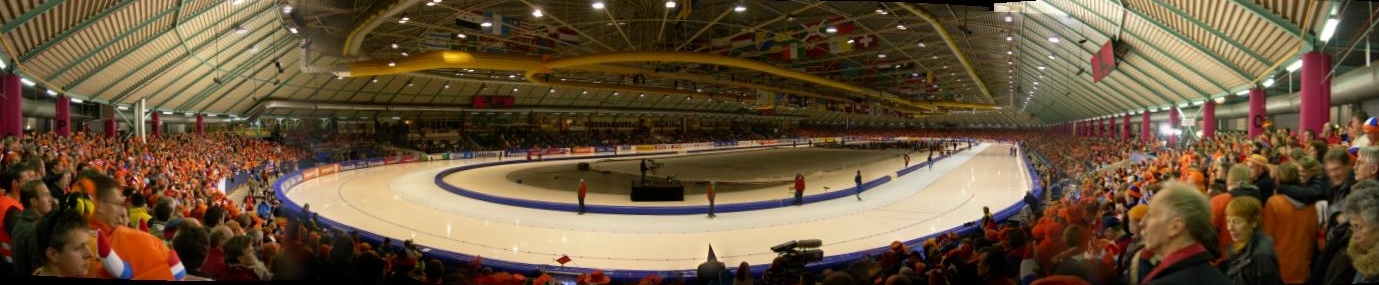
Thialf